# Liste des ambassadeurs de France en Pologne
Les échanges diplomatiques entre la France et la Pologne ont débuté quand Henri de Valois a occupé le trône électif de Pologne (1573-1574).

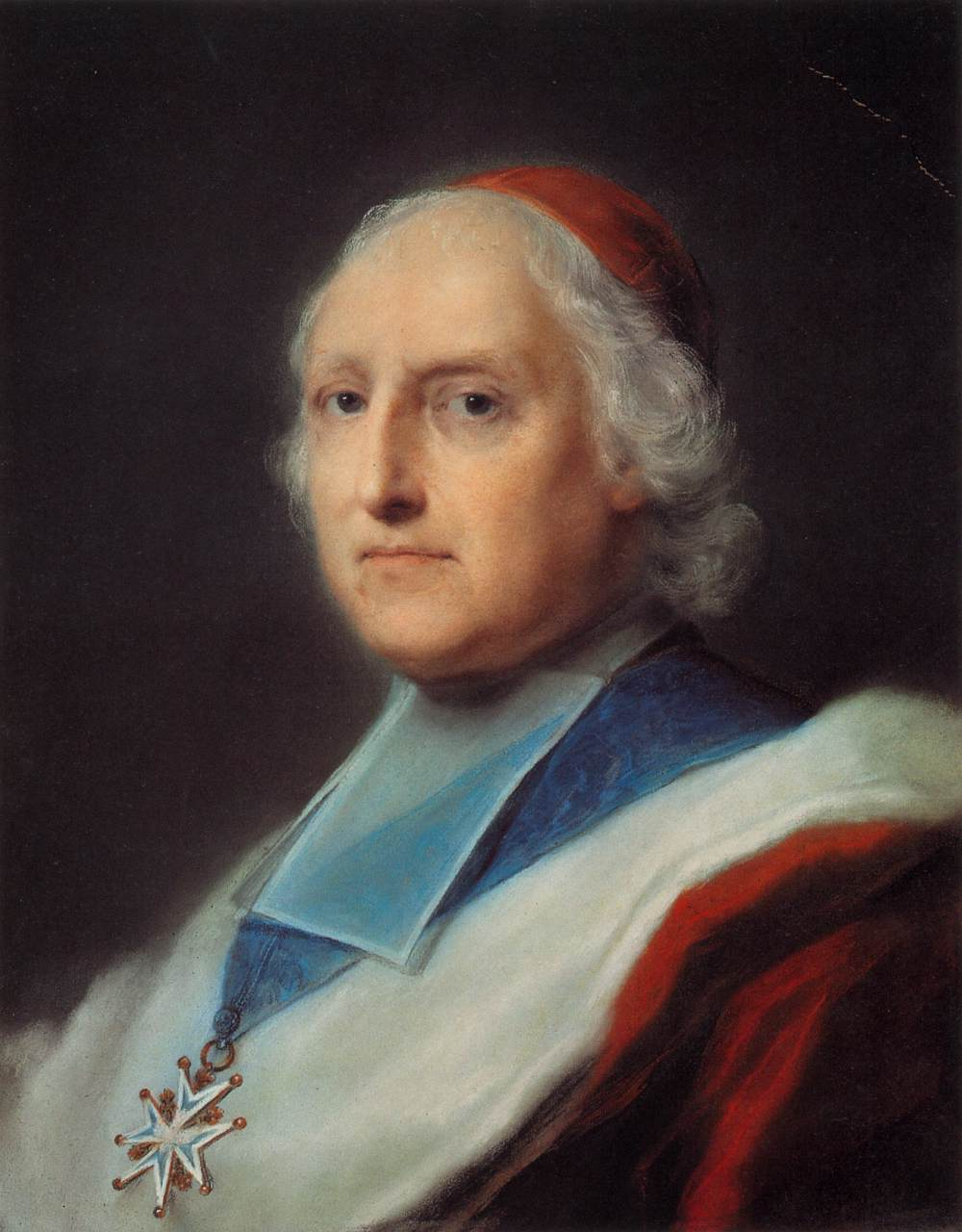
Melchior de Polignac
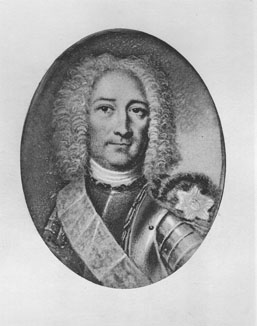
Jean Louis d'Usson de Bonnac
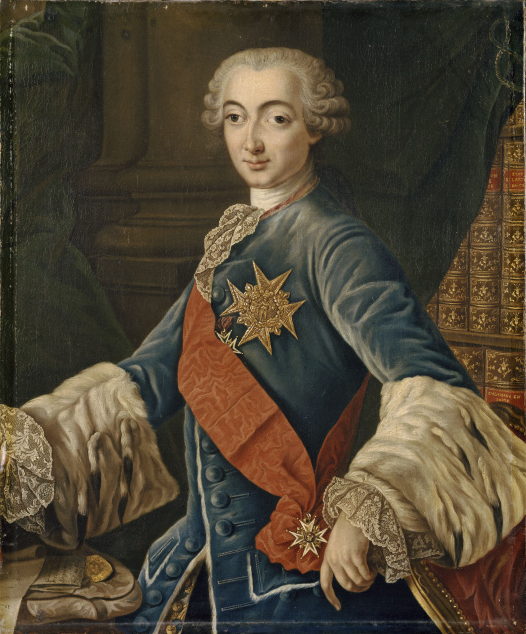
Antoine-René de Voyer de Paulmy d'Argenson, 1762-1764
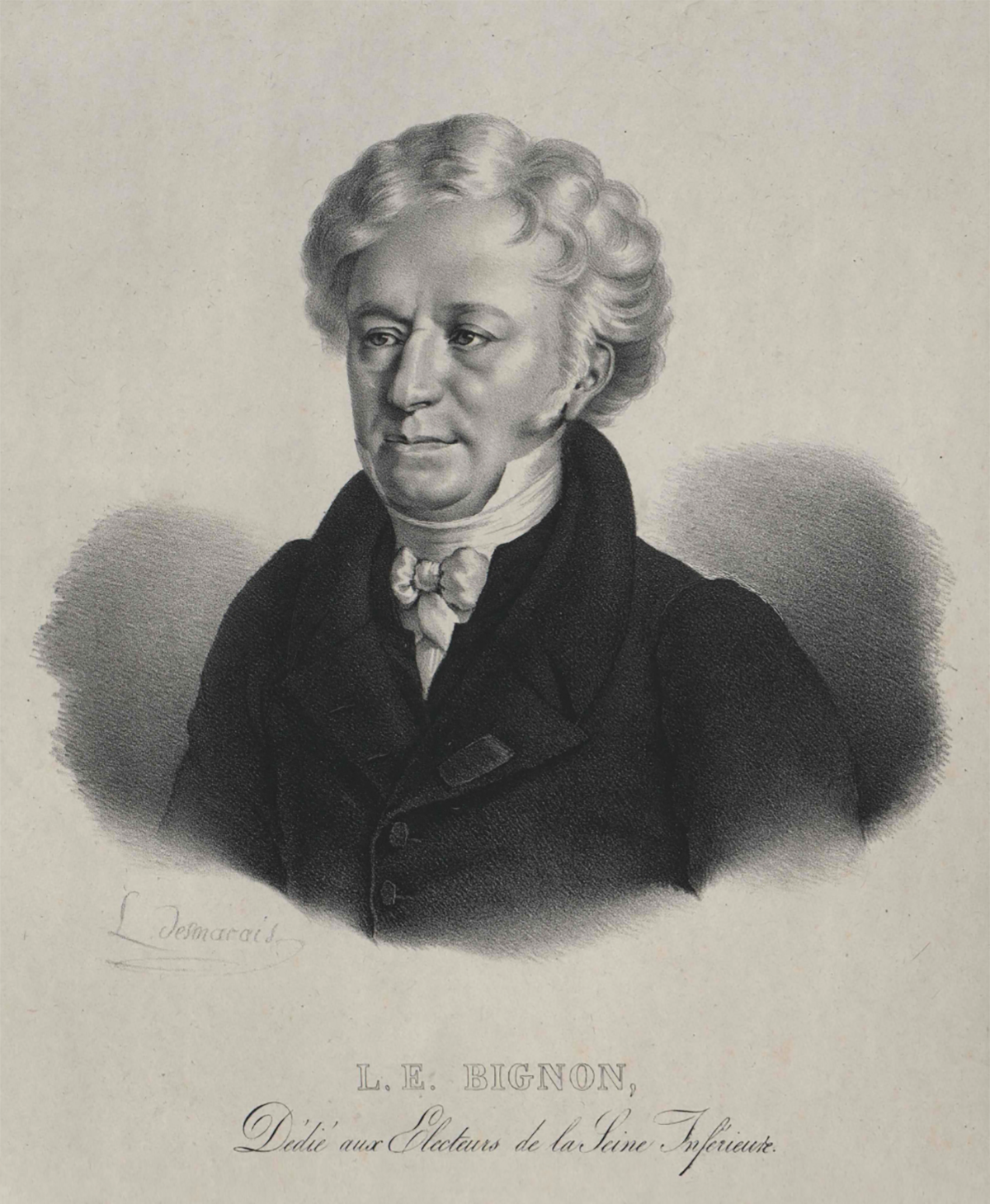
Louis Pierre Édouard Bignon

## XVIesiècle
- 1573 Gilles de Noailles évêque d'Acqs (Dax) (ambassadeur)
- 1573 Jean de Montluc, évêque de Valence (ambassadeur)
- 1574 Jean Choisnin[1]
- 1575 Jacques de Faye, sieur d'Espresses (légat)

## XVIIesiècle
- 1629 baron Hercule de Charnacé (ambassadeur)
- 1633 Claude de Mesmes, comte d'Avaux (ambassadeur extraordinaire)
- 1636 baron Claude des Salles, baron de Rorté (légat)
- 1640-1646 Charles de Bretagne comte d’Avaugour  (envoyé à la diète polonaise)
- 1644 Renée Crespin du Bec veuve du maréchal, fille de René du Bec, Marquis de Vardes, dame ambassadeur (sic) auprès de Marie Louise de Mantoue, reine de Pologne.
- 1648 vicomte Louis d'Arpajon, marquis de Séverac puis duc d'Arpajon (1590-1679) (ambassadeur extraordinaire)
- 1655-1665 Antoine de Lumbres (ambassadeur plénipotentiaire)
- 1664 Pierre de Bonzi, évêque de Béziers (ambassadeur extraordinaire)
- 1674 Toussaint Forbin de Janson, évêque de Marseille, évêque-comte de Beauvais (ambassadeur)
- 1676-1680 et 1684-1692 marquis François-Gaston de Béthune-Sully (1638–1692) (ambassadeur extraordinaire)
- 1680-1683 Nicolas-Louis de L'Hospital, marquis de Vitry, fils du maréchal de Vitry
- 1692 Robert Leroux d'Esneval (ambassadeur)
- 1693-1696 Melchior de Polignac
- 1697 de Forval (résident) et abbé de Castagnères de Chateauneuf (légat extraordinaire)

## XVIIIesiècle
- 1700-1702 Charles de Caradas, marquis du Héron
- 1702-1703 Jean Casimir Baluze
- 1707-1710 Jean Louis d'Usson de Bonnac auprès du roi Stanislas Leszczyński.
- 1710-1721 Jean Victor de Besenval de Brünstatt, père de Pierre Victor de Besenval de Brünstatt
- 1726 François Sanguin de Livry
- 1728 Michel (agent)
- 1729-1736 marquis Antoine-Félix de Monti
- 1744-1745 Alphonse Marie Louis de Saint-Séverin (ambassadeur extraordinaire)
- 1746-1752 Charles-Hyacinthe de Galléan, marquis des Issarts (1716-54) (envoyé extraordinaire)
- 1752-1756 Charles François de Broglie

Guerre de Sept Ans (1756-1763)
- 1762-1764 Antoine-René de Voyer de Paulmy d'Argenson (ambassadeur)
- 1764 Jean Antoine Monnet (lieutenant général)[2]
- 1766 Louis Gabriel Conflans (pour féliciter Stanislas II Poniatowski)
- après 1766 agent non officiel Jean-Claude Gérault et collaborateur du Secret du Roi Wojciech Jakubowski (pl)
- 1770-1787 Jean, Yves, Alexandre Bonneau (correspondant)
- 1791-1792 Marie Louis Henri d'Escorches de Sainte-Croix (ministre plénipotentiaire)
- 1794 Jean, Yves, Alexandre Bonneau (consul général, chargé d'affaires (1739-1805)[3]

## XIXesiècle

### Duché de Varsovie
- 1807-1809 Étienne Vincent
- 1809-1811 Jean-Charles Serra
- 1811 Louis Pierre Édouard Bignon
- 1812 Dominique-Georges-Frédéric Dufour de Pradt
- 1813 Louis Pierre Édouard Bignon

### Royaume du Congrès
- 1827-1837 : Raymond Durand (1786-1837), consul puis consul général[4]
- 1837-1841 : Anatole Brénier, consul[5]
- 1841-1848 : baron Charles de Théis, consul[6]
- 1848-1851 : vicomte de Castillon, consul[7]
- 1851-18?? : Bernard Desessarts, consul général[8]

### République de Cracovie
La France était représentée auprès de la République de Cracovie dans les années 1830 et les années 1840.

## XXesiècle

### Deuxième République(1918-1944)
- 1919 - Eugène Pralon (d)[9], envoyé extraordinaire et ministre plénipotentiaire
- 1920 - André de Panafieu[10], envoyé extraordinaire et ministre plénipotentiaire
- 1925 - Jules Laroche, envoyé extraordinaire et ministre plénipotentiaire
- 1935 - Léon Noël, à Varsovie, puis auprès du gouvernement polonais en exil jusqu'en juin 1940
  - 1942 - Emmanuel Lancial[11], représentant du Comité national français à l'étranger auprès du gouvernement polonais en exil

### Pologne populaire(1944-1989)
- 1944 - Christian Fouchet
- 1945 - Roger Garreau (d)
- 1947 - Jean Baelen (d)
- 1950 - Étienne Dennery
- 1954 - Pierre de Leusse (d)
- 1956 - Éric de Carbonnel
- 1958 - Étienne Burin des Roziers
- 1962 - Pierre Charpentier (d)
- 1966 - Arnauld Wapler (d)
- 1970 - Augustin Jordan, Compagnon de la Libération
- 1973 - Louis Dauge
- 1977 - Serge Boidevaix
- 1980 - Jacques Dupuy
- 1982 - Jean-Bernard Raimond, ministre des Affaires étrangères de 1986 à 1988.
- 1985 - Jean-François Noiville (d)
- 1986 - Claude Harel (d)

## Troisième République(depuis 1989)
- 1986 - Claude Harel (d)
- 1990 - Alain Bry (d)
- 1994 - Daniel Contenay (de)
- 1997 - Benoît d’Aboville (tr)
- 2002 - Patrick Gautrat (tr)
- 2004 - Pierre Ménat
- 2007 - François Barry Delongchamps
- 2012 - Pierre Buhler[12]
- 2016 - Pierre Lévy[13]
- 2019 - Frédéric Billet (d)[14]
- 2023 - Étienne de Poncins[15]